# لیرنا (صندلی)
صندلی لیرنا (به ایتالیایی: Sedia Lierna)؛ صندلی طراحی شده توسط طراحان ایتالیایی آکیله کاستیلیونی و پیر جاکومو کاستیلیونی در سال ۱۹۵۹ میلادی در لیرنا است، که توسط شرکت کاسینا ساخته شده است.
«این صندلی، به دلیل سَبکی که دارد با احترام به دهکدهٔ لیرنا در دریاچهٔ کومو تقدیم شده است، که به‌طور ویژه به عنوان یک صندلی برای قرار دادن در کنار میز ناهار طراحی شده است؛ بنابراین یک تکیه‌گاه پشتی نسبتاً بلند ایجاد شده که از شانه‌های فرد محافظت می‌کند، باریک برای تسهیل حرکات کسانی که ناهار سرو می‌کنند و به خوبی با جایگاه افراد نشسته مناسب است.»

(آکیله کاستیلیونی)

## طراحی
صندلی لیرنا که نام آن ادای احترام به دهکده‌ای واقع در دریاچهٔ کومو است، دارای ساختاری از چوب صلب لاکی است و نشیمنی دارد که با چرم یا پارچه روکش شده است و یکی از قطعات تاریخی طراحی ایتالیایی است. با وجود اینکه از چوب صلب (توپُر) ساخته شده است، ولی صندلی بسیار سبُکی است.
پروسهٔ طراحی صندلی لیرنا بسیار صریح است، یک صندلی عملگرایانه، که نمایانگر و انعکاسی از مدل‌های سنتی است، دقیقاً در امتداد مسیری که توسط جو پونتی نیز دنبال شد. یکی از مطالعات کلیدی که منجر به ایجاد این صندلی شد، ارگونومی است. برادران کاستیلیونی دربارهٔ صندلی لیرنا چنین اظهار نظر کردند: «این یک صندلی است که به‌طور ویژه به عنوان یک صندلی برای قرار دادن در کنار میز ناهار طراحی شده است؛ بنابراین یک تکیه‌گاه پشتی نسبتاً بلند ایجاد شده که از شانه‌های فرد محافظت می‌کند، باریک برای تسهیل حرکات کسانی که ناهار سرو می‌کنند و به خوبی با جایگاه افراد نشسته مناسب است. این صندلی توسط ما برای کاسینا طراحی شده است و روی یک صندلی سبک می‌نشینیم که در قسمت‌های آن اتصالات به موارد ضروری محدود شده است…»

## تولید
نسخهٔ اصلی صندلی تا سال ۱۹۶۰ میلادی توسط شرکت کاسینا تولید می‌شد، سپس تولید به شرکت گاوینا منتقل شد. در حال حاضر موضوع، حراجی‌های بین‌المللی متعدد است، در حالی که اخیراً نسخه‌ای اصلاحی با همکاری بنیاد کاستیلیونی ایجاد شده است. صندلی با پشتی خمیده، در اوایل دههٔ ۱۹۵۰ میلادی به عنوان راه‌حلی نوآورانه برای شیوه‌های جدید نشستن در نظر گرفته شد.
این صندلی از نوع بعدی صندلیِ اصلی «لا لیرنا» الهام گرفته شده است، صندلی «لا ایرما» (زانوتا، ۱۹۷۹ میلادی) که در آن آکیله کاستیلیونی همان مفهوم را حفظ می‌کند اما چوب را با لولهٔ فولادی جایگزین می‌کند. از صندلی لیرنا است که «لا لارا» اثر جورجو کاتلان نیز الهام می‌گیرد.